# Loretta Lynn
Loretta Lynn   (Butcher Hollow, 14 d'abril de 1932 - Hurricane Mills, 4 d'octubre de 2022) fou una cantant i compositora nord-americana de música country. Va publicar diversos àlbums d'or. Fou famosa per èxits com "You Ain't Woman Enough (To Take My Man)", "Don't Come Home A-Drinkin' (With Lovin' on Your Mind)", "One's on the Way", "Fist City" i "Coal Miner's Daughter", juntament amb la pel·lícula biogràfica de 1980 del mateix nom, interpretada per l'actriu Sissy Spacek.
Lynn va rebre nombrosos premis i altres elogis pel seu paper innovador en la música country, inclosos premis tant de l'Associació de Música Country i de l'Acadèmia de Música Country com a artista individual i formant part de duets. Va estar nominada 18 vegades per als premis GRAMMY, que ha guanyat en tres ocasions. Lynn era l'artista country femenina més premiada i l'única dona "Artista de la dècada de l'ACM" (dècada dels 70). Lynn va situar 24 discos senzills i 11 àlbums en el número u a les llistes de vendes. Va acabar 57 anys d'actuacions després de patir un ictus el 2017 i de trencar-se el maluc el 2018.
Lynn va morir mentre dormia a casa seva a Hurricane Mills el 4 d'octubre de 2022, a l'edat de 90 anys. No es va informar de la causa de la seva mort.

## El ranxo de Loretta Lynn
Loretta Lynn tenia un ranxo a Hurricane Mills (Tennessee) conegut com a Loretta Lynn's Ranch ('el ranxo de Loretta Lynn'). Promocionat com a "the seventh largest attraction in Tennessee" ('la setena atracció més gran de Tennessee'), compta amb un estudi de gravació, museus, allotjaments, restaurants i botigues de productes de l'oest americà. Tradicionalment, al ranxo s'hi organitzen tres concerts de cap se setmana a l'any coincidint amb tres festes assenyalades: el Memorial Day, el 4 de juliol i el Labor Day.
Des de 1982, el ranxo ha acollit les curses de motocròs del Loretta Lynn's Amateur Championship ('Campionat Amateur de Loretta Lynn'), el principal campionat de motocròs amateur als Estats Units. El ranxo també acull proves del Grand National Cross Country (GNCC). L'edifici central del ranxo és la seva gran casa de plantació, on Lynn va viure amb el seu marit i els seus fills. Al moment de la seva mort, Loretta portava més de trenta anys sense residir a la mansió principal, d'estil antebellum. Sovint, saludava els fans que visitaven la casa. Una de les característiques destacades del ranxo és una rèplica de la cabana de Butcher Hollow on Loretta Lynn es va criar.

## Discografia[10]
- Loretta Lynn Sings (1963)
- Before I'm Over You (1964)
- Songs from My Heart.... (1965)
- Blue Kentucky Girl (1965)
- Mr. and Mrs. Used to Be (amb Ernest Tubb) (1965)
- Hymns (1965)
- I Like 'Em Country (1966)
- You Ain't Woman Enough (1966)
- Country Christmas (1966)
- Don't Come Home a Drinkin' (With Lovin' on Your Mind) (1967)
- Singin' Again (amb Ernest Tubb) (1967)
- Singin' with Feelin' (1967)
- Who Says God Is Dead! (1968)
- Fist City (1968)
- Your Squaw Is on the Warpath (1969)
- If We Put Our Heads Together (amb Ernest Tubb) (1969)
- Woman of the World/To Make a Man (1969)
- Wings Upon Your Horns (1970)
- Coal Miner's Daughter (1971)
- We Only Make Believe (amb Conway Twitty) (1971)
- I Wanna Be Free (1971)
- You're Lookin' at Country (1971)
- Lead Me On (amb Conway Twitty) (1972)
- One's on the Way (1972)
- God Bless America Again (1972)
- Here I Am Again (1972)
- Entertainer of the Year (1973)
- Louisiana Woman, Mississippi Man (amb Conway Twitty) (1973)
- Love Is the Foundation (1973)
- Country Partners (amb Conway Twitty) (1974)
- They Don't Make 'Em Like My Daddy (1974)
- Back to the Country (1975)
- Feelins' (amb Conway Twitty) (1975)
- Home (1975)
- When the Tingle Becomes a Chill (1976)
- United Talent (amb Conway Twitty) (1976)
- Somebody Somewhere (1976)
- I Remember Patsy (1977)
- Dynamic Duo (amb Conway Twitty) (1977)
- Out of My Head and Back in My Bed (1978)
- Honky Tonk Heroes (amb Conway Twitty) (1978)
- We've Come a Long Way, Baby (1979)
- Diamond Duet (amb Conway Twitty) (1979)
- Loretta (1980)
- Lookin' Good (1980)
- Two's a Party (amb Conway Twitty) (1981)
- I Lie (1981)
- Making Love from Memory (1982)
- Lyin', Cheatin', Woman Chasin', Honky Tonkin', Whiskey Drinkin' You (1983)
- Just a Woman (1985)
- Who Was That Stranger (1988)
- Honky Tonk Angels (amb Dolly Parton & Tammy Wynette) (1993)
- Making More Memories (1994)
- All Time Gospel Favorites (1997)
- Still Country (2000)
- Van Lear Rose (2004)
- Full Circle (2016)
- White Christmas Blue (2016)
- Wouldn't It Be Great (2018)
- Still Woman Enough (2021)